# Saint-Pierre-de-Juillers

Saint-Pierre-de-Juillers este o comună în departamentul Charente-Maritime, Franța. În 1 ianuarie 2022 avea o populație de 347 de locuitori.